# Le Cœur et l'Épée
Le Cœur et l'Épée est une mini-série télévisée italienne en deux parties de 1998. Réalisé par Fabrizio Costa et avec Ralf Bauer et Léa Bosco, il raconte l'histoire de Tristan et Isolde, le célèbre couple d'amoureux du cycle breton, en maintenant un excellent niveau de fidélité au récit.
Cette mini-série, tirée du roman de Tristan et Iseut, n'a jamais été traduite ni diffusée en France (bien que bon nombre d'acteurs aient tourné en français).
Co-produit en collaboration avec la chaîne allemande Sat.1, il a été diffusé pour la première fois sur Canale 5 les 22 et 24 novembre 1998.

## Synopsis
Le prince Tristan vit en Cornouailles à la cour de son oncle, le roi Marke, qui le traite comme son fils. Quand le roi irlandais envoie son fils Morold pour exiger de lourds paiements fiscaux, Tristan le défie en combat. Il parvient à tuer Morold mais est gravement blessé et mis à bord d'un bateau qui l'emmène en Irlande. Là, il est découvert par Isolde aux cheveux d'or, la sœur de Morold, qui le soigne avec sa mère. Avant que son identité ne soit révélée, Tristan retourne en Cornouailles où les barons pressent le roi Marke de choisir une épouse. Lorsque le roi apprend la beauté d'Isolde, il envoie Tristan la ramener comme sa promise. Isolde est bouleversée par la façon dont son père accueille l'assassin de Morold et par son désir de la marier à un roi étranger. Pendant le voyage, elle veut empoisonner Tristan et elle-même, mais la fiole contient une potion d'amour : les deux tombent amoureux et ne peuvent rester éloignés l'un de l'autre, même après le mariage d'Isolde avec Marke. Lorsque leur relation est découverte, Tristan est contraint à l'exil en Bretagne, où il reçoit un accueil chaleureux du duc Hoel. La fille du duc, Isolde aux mains blanches, tente en vain de conquérir Tristan. Quand Tristan apprend que les barons se sont rebellés contre le roi Marke, il retourne en Cornouailles et sauve la vie du roi, mais est ensuite forcé de retourner en exil, gravement blessé. Près de la mort, il fait appeler Isolde aux cheveux d'or, mais l'autre Isolde, jalouse, empêche leur réunion en mentant. Sans espoir, Tristan tombe sur son épée juste avant l'arrivée de sa bien-aimée, qui le suivra dans la mort.

## Lieu de tournage
La mini-série a été entièrement tournée en Bretagne, à Fort-la-Latte en Côtes-d'Armor entre janvier et mars 1998.

## Note
1. ↑  (it) « "Schneider, maga d'amore" », LaStampa.it, 22 novembre 1998